# Michael Webber
Michael J. Webber (sinh ngày 7 tháng 3 năm 1978) là thành viên đảng Cộng hòa tại Hạ viện Michigan.
Trước khi được bầu vào cơ quan lập pháp tiểu bang, Webber được bầu vào tháng 11 năm 2007 và phục vụ trong Hội đồng Thành phố Rochester trong bảy năm. Webber từng là Phó Chủ tịch Hội đồng Thành phố trong ba năm cuối của nhiệm kỳ. Webber là người Công giáo.